# منظمة الشركات الوطنية
منظمة الشركات الوطنية (بالإسبانية: Organización Corporativa Nacional)‏ (اختصاراً: OCN) وهي مؤسسة من مؤسسات الدولة الإسبانية أنشئت في نوفمبر 1926 في فترة ديكتاتورية بريمو دي ريفيرا لتنظيم علاقات العمل وظروف العمال وفقا للمبادئ المستوحاة من الجذور الكاثوليكية، ولكنها أيضا مستوحاة من النظام التعاوني لفاشية ايطاليا. وكان وزير العمل في الإدارة المدنية إدواردو أونوس هو المشجع الرئيسي الذي أراد أن يكون (OCN) البديل لكل من الليبرالية والاشتراكية. وقاعدة منظمة الشركات الوطنية مكونة من لجان مشتركة تتألف من خمسة ممثلين عن العمال وخمسة ممثلين عن أرباب العمل لكل حرفة أو مهنة، برئاسة ممثل عن الحكومة. ويتعين عليهم الاتفاق على قواعد العمل التي ينبغي تكييف عقود العمل معها.
ووفقا للمؤرخ إدواردو غونزاليس كاليخا: «اتخذت منظمة الشركات الوطنية (OCN) طريقا وسطا في حقبة الدكتاتورية بين العمل النقابي في حرية تكوين الجمعيات وشمولية النقابة الوحيدة الإلزامية. ومع ذلك فقد كان أونوس يحلم في بناء تعاونية للدولة متكاملة، بحيث تصبح التعاونيات العمالية هي أعلى هيئة تشريعية في البلاد، ولكن النظام لم ياخذها بالكامل».

## البداية
اقترح بريمو دي ريفيرا للقضاء على النقابات التي تتفاوض مع أرباب العمل وظروف العمل وتلجأ إلى وسائل ضغط مثل الإضراب لتحقيق أهدافها، وحل محلها «الاتحاد» بوظائف الرعاية المجردة والتعليم والانضباط للمنتسبين أنفسهم وتعمل مثل حلقة الوصل لانتخاب ممثلي العمال في اللجان المشتركة للشركات من مختلف الحرف والمهن المقترحة. وأعرب بريمو دي ريفيرا بوضوح بعد أيام من انقلابه العسكري:«نعم لجمعيات العمال لأغراض الثقافة والحماية وتبادل المنافع والمصالح وحتى السياسة الصحية، ولكن لا للمقاومة والصراع بالإنتاج». وهذا فسر تفسيرا قويا المعاملة المختلفة التي تلقاها النقابي الاتحاد الوطني للعمل من قمع لاهوادة فيه، واتحاد العمال العام الاشتراكي حيث تمكن من التمثيل العمالي في الهيئات الاعتبارية.
كان إدواردو أونوس هو المحرك الرئيسي للمشروع، وهو عضو سابق في المجموعة الإقليمية لكاتالونيا ومدافع عن الكاثوليكية الاجتماعية. تعرف على النظريات التعاونية من الإيطالية الفاشية مباشرة، ولكن وفقا لإدواردو غونزاليس كاليخا فإن الفلسفة التي تتخللت مشروعه كانت مختلفة جدًا. فأونوس الذي هو أقرب إلى التقاليد الاجتماعية الكاثوليكية لدمج الطبقات لم يبد أي رغبة بتحويل المنظمة إلى صيغة من الإطار الشعبي، ولكن دورها ينبغي أن يقتصر على التدخل في ظروف العمل وتجنب الإضرابات. وخلافا للتعاونية الإيطالية حيث شكل اتحاد أصحاب العمل والعمال قسريا من الأعلى داخل الدولة الشمولية (التي تضمنت تصفية النقابات الطبقية والاستعاضة عنها ببيروقراطية فاشية)، أما في الحالة الإسبانية فقد ادت مجموعات مختلطة من أصحاب العمل والعمال دورها هرميا مع الصلاحيات المفوضة من الدولة، وكانت النقابات العمالية قادرة على الحفاظ على المجال الطبيعي لعملها وطبيعتها الطوعية إذا تصرفوا في إطار هيكل المنظمة... ووفقا للويس باريو فإن الهدف النهائي من منظمة الشركات الوطنية هو ضمان السلام الاجتماعي من خلال سياسة التدخل في دنيا العمل (ما يسميه «التعاونية الاجتماعية»).

## مساهمة اتحاد العمال العام
عرض بريمو دي ريفيرا أن يكون تمثيل الطبقة العاملة في المنظمة الوطنية OCN للاتحاد الاشتراكي، أي اتحاد العمال العام (UGT)، ما تسبب في انقسام داخلها بين أنصار التعاون مع الديكتاتورية والمعارضين لذلك. فانتصر انصار التعاون واندمج الاشتراكيون في مجالس العمال نتيجة لاستيلاء الهيئة الجديدة لمعهد الاصلاحات الاجتماعي. وبرر اتحاد العمال العام UGT انضمامه إلى OCN بحجة أن منظمة الشركات الوطنية OCN لم تقيد الحق في الإضراب وأنها تحترم ديمقراطية انتخاب ممثلي العمال في اللجان المشتركة.
ووفقا للمؤرخ انجليس باريو:"كانت الخطة التي اقترحها بريمو دي ريفيرا مع UGT مفيدة لتطوير وتوسيع القاعدة النقابية وتمثيلها في مجال علاقات العمل، وبسببها كان قد تخاصم مع CNT في بداية حكمه. وأكد المؤرخ إدواردو غونزاليس كاليخا أيضًا أن "الاندماج في المؤسسات التي ترعاها الديكتاتورية كان أداة للنضال القانوني بهدف تحسين وضع العمال في إطار إستراتيجية تدريجية لتنظيم العمل حتى تحقيق الاشتراكية".

## النتائج
قلل نظام اللجان المشتركة بشدة الاضطرابات العمالية، ولكن في السنتين الأخيرتين من الديكتاتورية ومع تدهور الوضع الاقتصادي عادت الإضرابات إلى الظهور. كان رد النظام هو اللجوء إلى القمع كما في حالة إضراب عمال بناء إشبيلية من 7 إلى 18 أغسطس 1928، حيث هدد الحاكم المدني المضربين بنفيهم إذا لم يعودوا إلى العمل. فأضحى اتحاد العمال العام UGT ضحية ازدياد القمع. حيث أغلقت الحكومة 93 مركز لها.
ثم بدأ أرباب العمل -واتحاد التجارة الحرة- في 1928 صراحة باتهام اللجان المشتركة ومنظمة الشركات الوطنية بتبعيتها للدولة ومركزيتها. ومع نهاية العام كانت منظمات الأعمال اظهرت انتقاداتها ضدّ اللجان المشتركة ودعت إلى حله أو على الأقل إصلاحها بحيث كانت مقتصرة على أعمال التوفيق والتحكيم فقط، وتوقفت عن أعمال التشريع بشأن علاقات العمل وظروف العمل. وبذا كانت منظمة الشركات الوطنية OCN قد خسرت بشكل قاطع دعم الطبقات المحافظة التي رأت في رعاية بريمو دي ريفيرا لها تهديد مباشر لمصالحهم، كما قال إدواردو غونزاليس كاليخا.